# Die Nackte von Sados
Die Nackte von Sados (Originaltitel Η μαυρη Εμμανουέλλα I mavri Emmanouella (wörtlich „Die schwarze Emmanuella“), internationale Filmtitel Emanuelle’s Daughter oder Emanuelle: Queen of Sados) ist ein griechisch-zypriotischer Sexploitationfilm aus dem Jahr 1980 mit Laura Gemser in der Hauptrolle. Regie und Drehbuch stammen von Ilias Mylonakos.

## Handlung
Griechenland in der Gegenwart. Die dunkelhäutige Emanuelle ist unglücklich mit dem älteren Victor verheiratet, einem wohlhabenden Geschäftsmann und Tyrann mit einer Vorliebe für den Sadismus. Die exotische Schönheit leidet unter den perversen Neigungen ihres verhassten Gatten, der sie zur regelmäßigen Teilnahme an Sexspielereien zwingt, bei denen sie auf jede erdenkliche Weise misshandelt und gedemütigt wird. Als sie eines Tages vor den Augen ihrer minderjährigen Stieftochter Livia das Opfer von Gewalt und Vergewaltigung wird, sinnt Emanuelle auf Rache. Sie heuert ihren Geliebten Mario als Auftragsmörder an. Der feige Anschlag wird als Unfall vertuscht; Victor stirbt schließlich bei einem Flugzeugabsturz. Testamentarisch fällt das gesamte Vermögen der kleinen Livia zu; Emanuelle bleibt Vormund.
Im Anschluss reist die Witwe mit ihrer Stieftochter nach Zypern, um die firmeneigene Produktionsstätte in Augenschein zu nehmen. Sie verfolgt dabei zwei Ziele: Zum einen sehnt sie sich nach Ruhe, zum anderen will sie sich am misstrauischen Robert rächen, dem loyalen Geschäftspartner des Ermordeten. Robert, der sie seit jeher verunglimpflicht, ist zudem ihr ehemaliger Peiniger bei diversen Sexpartys. Mörder Mario reist derweil Emanuelle und Livia hinterher.
In einer Discothek lernt Emanuelle den freundlichen Tommy kennen, einen alten Weggefährten des Toten. Zwischen beiden entwickelt sich in der Folge eine Liebesbeziehung. Sie bittet ihn schließlich, die Geschäftsführung zu überwachen, sehr zum Unmut von Robert. Der geschasste und geldgierige Anteilseigner intensiviert daraufhin seine Bemühungen, hinter das Geheimnis von Victors plötzlichem Tod zu kommen. Zeitgleich entdeckt Livia ihre eigene Sexualität. Robert kommt letztlich hinter Emanuelles Geheimnis.
Am Ende überschlagen sich die Ereignisse. Livia wird bei einem Strandausflug vom hypersexuellen Mario überfallen, der ihren jugendlichen Freund niederschlägt und sie nachfolgend brutal vergewaltigt. Das abscheuliche Verbrechen wird letztlich von der fassungslosen Emanuelle gesühnt. Emanuelle erschießt kurz vor ihrer Verhaftung den skrupellosen Mario.

## Hintergrund
Der Film geriet aufgrund einer skandalösen Vergewaltigungsszene einer Minderjährigen in die Kritik. Das Missbrauchsopfer, gespielt von Livia Russo in ihrem einzigen Film, wurde dabei voyeuristisch zur Schau gestellt. Ferner gibt es einige Aktszenen, in denen die Jugendliche strafrechtlich bedenklich vor der Kamera posiert.
Die Nackte von Sados entstand 1979 und erlebte seine italienische Premiere am 13. März 1980. In Deutschland erschien der Erotikfilm erstmals am 25. Juli 1980 in den Kinos. Die etwa 80-minütige Version wurde später unter dem Titel Emanuelle – Queen of Sados auf Video veröffentlicht; als jugendgefährdend indiziert im Bundesanzeiger Nr. 185 vom 1. Oktober 1983. Daneben gibt es noch eine FSK-16-Version mit einer Spielfilmlänge von etwa 58 Minuten, sowie eine 91-minütige DVD-Fassung, die ebenfalls indiziert wurde. Die Produktion ist in Deutschland unter diversen Titeln auf Video und DVD erschienen, so als Die Königin von Sados oder auch als Emanuelle: Königin von Sados – obgleich kein Bezug zur italienischen Black-Emanuelle-Serie vorhanden ist.

## Kritiken
Das Lexikon des internationalen Films schreibt, das Werk sei ein „[d]ilettantisch inszenierter und stümperhaft gespielter Soft-Porno.“